# Амаду, Хама
Хама Амаду (фр. Hama Amadou; 1950, Юри — 23 октября 2024, Ниамей) — премьер-министр Нигера с 21 февраля 1995 по 27 января 1996 года и с 1 января 2000 по 7 июня 2007 года.
При военном режиме Сейни Кунче в 1983 году возглавил национальное телевидение, а в 1985 году аппарат Кабинета министров. В 1988 году новым президентом Али Саибу назначен министром информации. После перехода страны к многопартийной системе в 1991 году был избран генеральным секретарём правящей партии «Национальное движение за общественное развитие», которая после поражения на выборах 1993 года ушла в оппозицию, но по итогам досрочных парламентских выборов 1995 года, которые НДОР выиграла, образовал направленную против президента Махамана Усмана коалицию с ранее поддерживавшей президента Нигерской партией за демократию и социализм Махамаду Иссуфу. Несмотря на сопротивление Усмана, предложившего на пост премьер-министра кандидатуру другого члена НДОР Амаду Сиссе, при поддержке парламентского большинства был утверждён главой правительства, что вызвало затяжной конфликт между Амаду и Усманом, отказывавшимся посещать заседания правительства, прерванный через год военным переворотом, отстранившим от власти обоих.
Новый президент Ибрагим Маинассара, при котором в 1998 году Амаду были предъявлены обвинения в подготовке государственного переворота, которые не удалось довести до суда, в 1999 году был свергнут и убит в ходе очередного переворота. На последовавших президентских выборах победил председатель НДОР Танджа Мамаду, а сама партия заняла первое место по числу мандатов в парламенте и образовала коалицию со сторонниками Усмана, что позволило Амаду (возглавившему НДОР вместо Мамаду) занять пост премьер-министра. В 2007 году после обвинений в коррупции он был смещён в результате вотума недоверия и заменён на Сейни Умару, к которому перешёл и пост председателя НДОР. В 2008 году Амаду был арестован, но в следующем году бежал во Францию, куда получил разрешение выехать на лечение. После того, как в 2010 году Мамаду был свергнут в ходе очередного переворота, Амаду вернулся на родину и создал новую партию, «Нигерское демократическое движение», от которой в 2011 году баллотировался в президенты, но занял третье место и поддержал победившего Иссуфу, после чего был избран председателем Национального собрания. В 2013 году объявил о переходе в оппозицию, а в 2014 году по обвинению в нелегальном ввозе детей-рабов из Нигерии смещён с поста и бежал в Буркина-Фасо. В 2015 году вернулся для участия в очередных президентских выборах, но был арестован непосредственно в аэропорту Ниамея по прибытии. Находясь под арестом, был, тем не менее, допущен к участию в выборах 2016 года, на которых занял второе место с 18 % голосов и вышел во второй тур вместе с действующим президентом Усманом, но вошёл в коалицию с занявшим третье место Умару, призвав к бойкоту выборов, что сделало предрешённой победу Усмана. Вскоре был выпущен на лечение во Францию и вновь эмигрировал. В 2017 году заочно приговорён в Нигере к году тюрьмы.
Амаду умер от малярии в Ниамее 23 октября 2024 года в возрасте 74 лет. 25 октября он был похоронен в своём родном городе Юри.